# Liste des sénateurs de la Dordogne

## Sénateurs de laDordognesous laIIIeRépublique
- Paul Dupont de 1876 à 1879
- Pierre Magne de 1876 à 1879
- Philippe Daussel de 1876 à 1883
- Jean Baptiste Alexandre de Bosredon de 1880 à 1885
- Oscar Bardi de Fourtou de 1880 à 1885
- Jean Garrigat de 1885 à 1891
- Jean-Émile Roger de 1885 à 1901
- Alcide Dusolier de 1885 à 1912
- Antoine Gadaud de 1891 à 1897
- Arnaud Denoix de 1896 à 1917
- Samuel Pozzi de 1898 à 1903
- Pierre-Ernest Guillier de 1901 à 1927
- Jean Peyrot de 1903 à 1917
- Ferdinand de La Batut de 1912 à 1930
- Bernard Eymery de 1920 à 1928
- Léon Sireyjol de 1921 à 1945
- Marcel Michel de 1928 à 1945
- Félix Gadaud de 1929 à 1945
- Georges Faugère de 1930 à 1936
- Adrien Bels de 1936 à 1945
- Albert Claveille de 1920 à 1921

## Sénateurs sous laIVeRépublique
- Jeanne Vigier de 1946 à 1948
- Marc Bardon-Damarzid de 1946 à 1955
- Marcel Breton de 1948 à 1951
- Adrien Bels de 1951 à 1955
- Marcel Brégégère de 1955 à 1959
- Yvon Delbos de 1955 à 1956
- Pierre Pugnet de 1957 à 1959

## Sénateurs sous laVeRépublique
- Marcel Brégégère de 1959 à 1980
- Charles Sinsout de 1959 à 1971
- Robert Lacoste de 1971 à 1980
- Lucien Delmas de 1980 à 1988
- Yves Guéna de 1989 à 1997
- Michel Manet de 1980 à 1998
- Roger Roudier de 1988 à 1989 (a remplacé Lucien Delmas, décédé en 1988)
- Gérard Fayolle de 1997 à 1998 (a remplacé Yves Guéna, nommé au Conseil constitutionnel en 1997)
- Xavier Darcos de 1998 à 2002
- Bernard Cazeau de 1998 à 2020
- Dominique Mortemousque de 2002 à 2008 (a remplacé Xavier Darcos nommé ministre en 2002)
- Claude Bérit-Débat de 2008 à 2020
- Serge Mérillou depuis 2020
- Marie-Claude Varaillas depuis 2020